# Maté

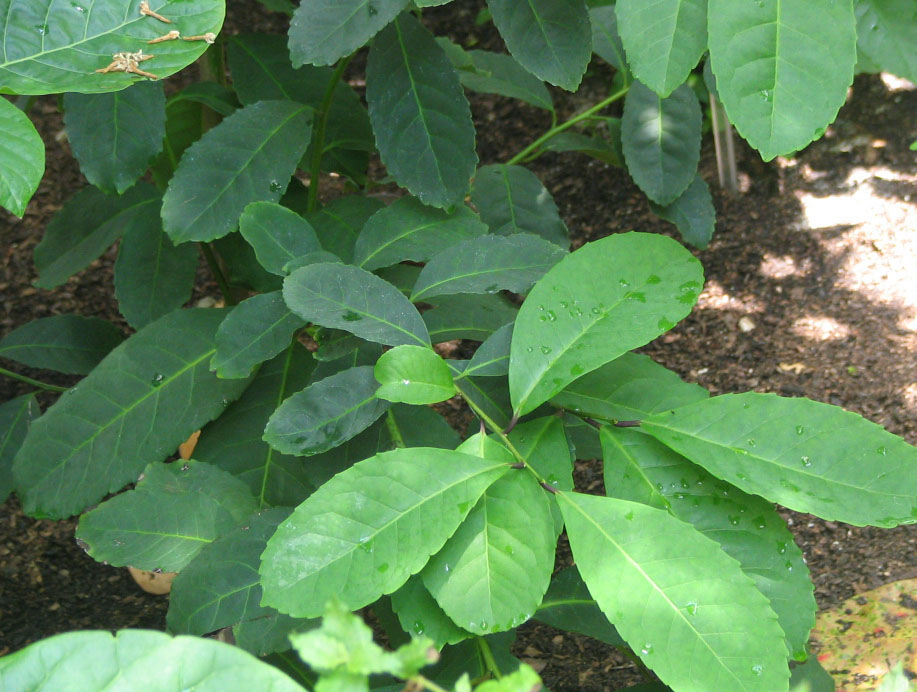
Maté

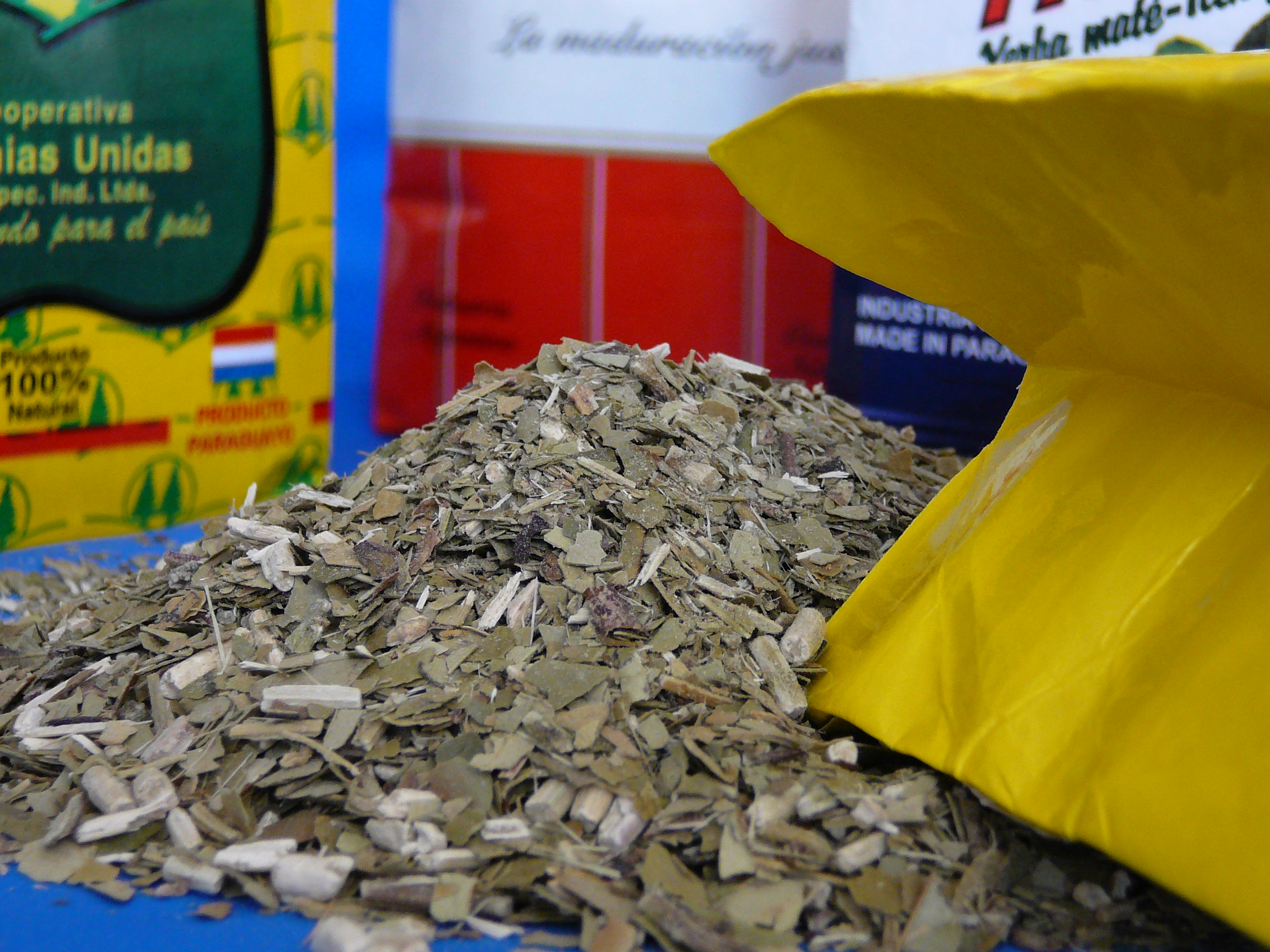
Yerba maté

Maté (někdy také yerba maté, z původního mate (špan.: [ˈmate], port.: [ˈmatʃi])) je jihoamerický nápoj připravovaný z lístků cesmíny paraguayské, což je stálezelený, asi 15 m vysoký strom. Je rozšířený na území Brazílie, Chile, Uruguaye, Paraguaye, a především Argentiny, kde jde o národní nápoj.

## Účinky

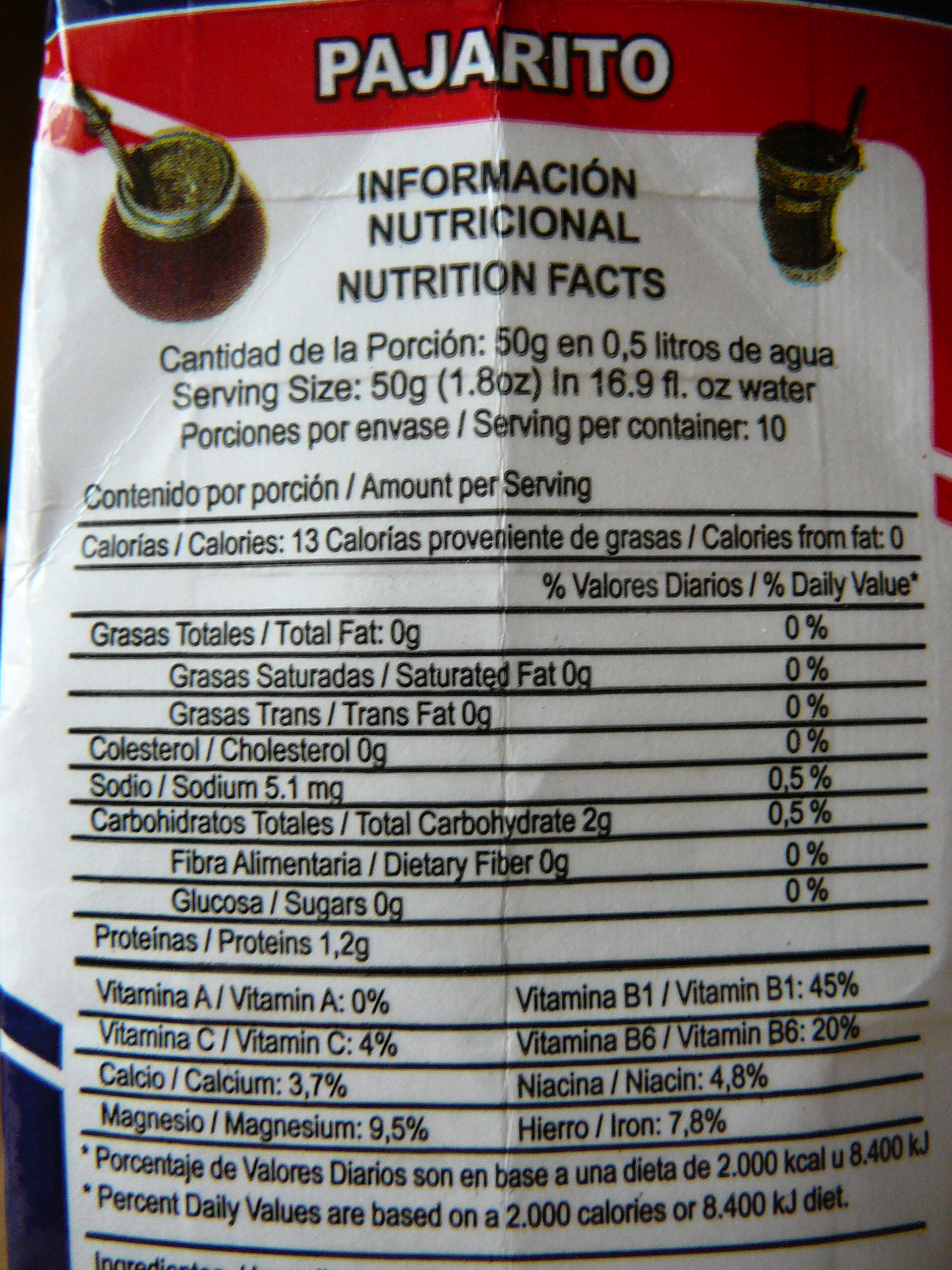
Složení yerba maté Pajarito Selección Especial

Maté je známé především svými výraznými povzbujícími účinky. Obsahuje alkaloid kofein (v souvislosti s maté se označuje jako matein), minerální látky (hořčík, vápník, draslík, železo, křemík, fosfor aj.), vitamíny A, B, C, E, betakaroten a antioxidanty. Maté podporuje funkci ledvin, zlepšuje látkovou výměnu, normalizuje hladinu cukru v krvi a posiluje imunitní systém. Obyvatelé Jižní Ameriky také pitím maté tlumí pocit hladu, což jim pomáhalo přežít v dobách nouze. V dnešní době se tato vlastnost využívá při různých redukčních dietách.

### Pití čaje

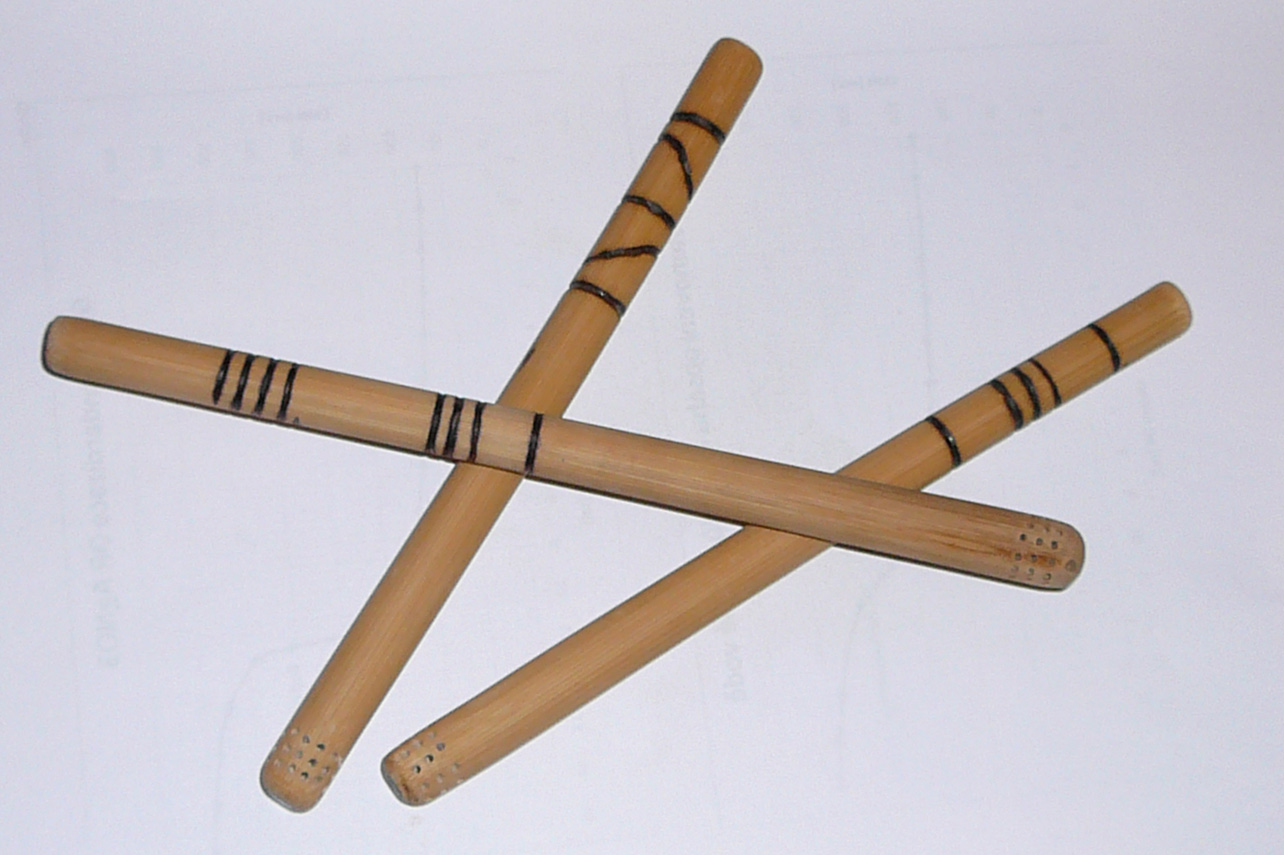
Bambusové bombilly

Maté by se mělo podle tradičního způsobu podávat v nádobě z vydlabané tykve s úzkým hrdlem, které se říká buď maté nebo kalabasa. Nápoj se usrkává bambusovým brčkem nebo kovovou slámkou – bombillou, která je na dolním konci proděravělá a funguje tak jako slámka a sítko zároveň. Jihoameričané pijí maté s limonádou, džusem nebo například pražené. Maté popíjejí v kteroukoliv denní nebo večerní dobu. Kalabasa pro osobní použití je relativně malá, přibližně o obsahu 1–2 dl. Větší kalabasy jsou vhodné pro skupinové pití. To je dáno především vysokým obsahem kofeinu v nápoji.

## Příprava maté

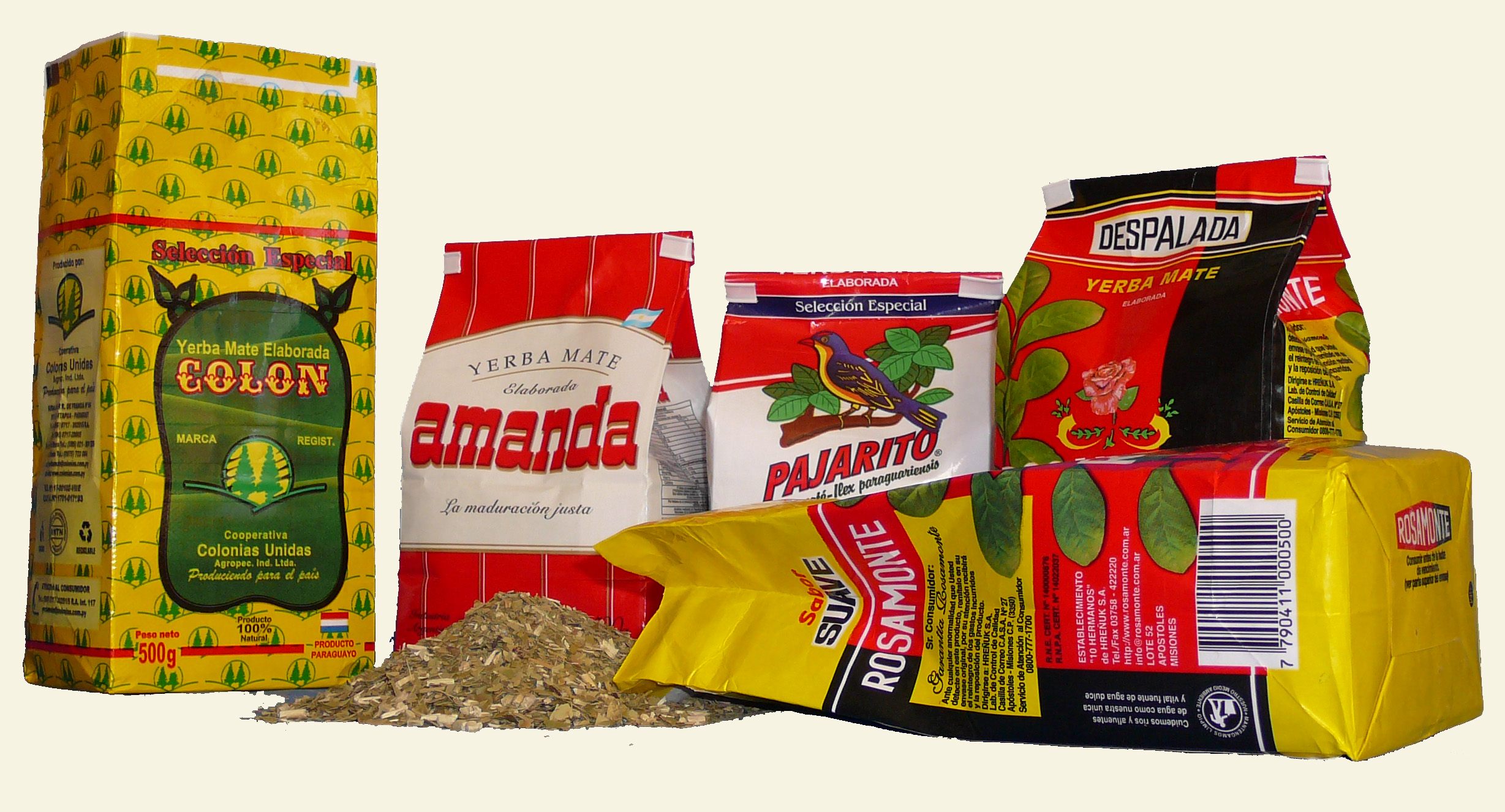
Balení yerba maté

Kalabasa se naplní sypkým maté asi do poloviny, případně do tří čtvrtin. Poté se otvor nádoby zakryje rukou, převrátí se a protřepe se. Na dlani vám ulpí část prachové složky maté (pokud vám maté prach vadí při pití, lze koupit prosáté maté bez prachové složky; někdo naopak maté prach schválně přidává). Toto můžete udělat několikrát a na závěr obrátíte kalabasu na stranu, tak aby se maté shromáždilo na jedné straně nádoby. Následně nádobu postavíte a maté by mělo vytvořit kopeček, svažující se (pod úhlem cca 45°) od vrcholu nádoby na jedné straně až na dno. V tuto chvíli se maté zalije trochou studené vody. Tím zajistíte, že maté po zalití horkou vodou "nespálíte". Po několika minutách do kalabasy zasunete bombillu tak, že ji zastrčíte do svahu, který tvoří maté, a od té chvíle už ji nevytahujete. Pak se vše zalije horkou, ale ne vařící vodou (cca 80 °C) tak, aby se nezbořil svážek a nad hladinou zůstal malý ostrůvek suchého maté. Maté se neslévá a lístky se ponechávají v nádobě po celou dobu pití (z toho důvodu se používá pro pití bombilla). Ortodoxní příznivci pijí maté bez příchuti, ale lze jej ochutit karamelem, cukrem, sirupem, medem nebo citronem.

## Zajímavost
Pití maté je nejrozšířenější a nejoblíbenější v Uruguayi a Argentině. Přesto ho na nápojovém lístku téměř nikde nenajdete. Materiál, tvar i zpracování kalabasy a bombilly jsou předmětem osobní preference a vztahu. Každá restaurace či čerpací stanice zato nabízí horkou vodu na zalití maté ve vlastní kalabase.